# Diario di un vizio
Diario di un vizio és una pel·lícula italiana de 1993 dirigida per Marco Ferreri.
Aquesta és la penúltima pel·lícula del director abans de la seva mort, dirigida entre La casa del sorriso (1991), i Nitrato d'argento (1996). L'obra, distribuïda a nivell internacional com Diary of a Maniac, fou presentada al 43è Festival Internacional de Cinema de Berlín i li va valer a Jerry Calà el Premi de l'elit de la crítica italiana com a millor actor gràcies a un paper dramàtic fora de les seves interpretacions habituals.

## Argument
Benito, un erotòman venedor de detergents de mala qualitat, que somiava a ser professor de filosofia, porta una vida nòmada en solitud i sense seguretat entre pensions miserables i aventures trivials. La seva principal ocupació és anotar minuciosament el transcurs de la seva banal existència en un diari ple de retalls i fotos. Escriu tot tipus de detalls: pensaments, somnis, la quantitat de cigarrets fumats, petits problemes de salut, menjars sols i observacions sexuals cap a les moltes dones desconegudes per les quals se sent atret. L'única nota de color de la seva vida és la tempestuosa relació amb la seva atractiva xicota Luigia, que un moment diu que l'estima i al següent l'enganya amb un dels seus diversos pretendents. Un dia Benito desapareix en l'aire, deixant enrere un sol rastre com a prova de la seva existència: el seu diari personal.

## Repartiment
- Jerry Calà: Benito Balducci
- Sabrina Ferilli: Luigia
- Valentino Macchi: Chiominto
- Massimo Bucchi: don Giuseppe
- Cinzia Monreale: noia sota la neu
- Maria Rosa Moratti: dona a la fila
- Piero Nicosia: policia, cosí de Luigia
- Laetitia Raineri: Marisa
- Anna Duska Bisconti: dona amb flor fora del cinema
- Luciana De Falco: Angela Riccardi
- Doriana Bianchi: Giovanna, la quiosc de premsa
- Manuela Arcuri: vagabunda morena
- Jessica Rizzo: stripper en negre

## Producció
Escrita pel director en col·laboració amb els guionistes Liliana Betti i Riccardo Ghione, és la penúltima pel·lícula de Ferreri. Pel paper protagonista Ferreri va voler Jerry Calà, actor dement còmic de moltes pel·lícules dels vuitanta, encarregant-li un paper seriós i compromès insòlit, una mica com havia fet anteriorment Pupi Avati a la pel·lícula Sposi (1988), on Calà interpretava un presentador de televisió en decadència buscant desesperadament una nova oportunitat.
La idea darrere de l'obra és explicar, en forma de drama existencial en clau grotesca, la història d'un home corrent, un eròtòman sense qualitats particulars, pobre, sol, vital només en el seu sempre curiós i àvid de noves amigues amb qui mantenir relacions eròtiques efímeres, creient així desfogar les seves inesmentables picors edípiques.
Benito té una feina que odia, viatja constantment en tramvia i li declara a la seva xicota que "no té una lira", fins i tot robant-li la cadena d'or per pagar el deute amb un extorquidor i permetre's el luxe d'un àpat abundant. Tota la història està narrada a través d'una trama irreal i deliberadament poc creïble, intercalada amb escenes oníriques esporàdiques.
Curiosa és la presència no acreditada de Jessica Rizzo, a qui la protagonista confon amb Francesca Dellera.

## Crítica
La pel·lícula es va presentar a la 43a edició del Festival de Berlín, on, però, només hi van assistir el productor Vittorio Alliata i els intèrprets Jerry Calà i Sabrina Ferilli arran d'una malaltia que va patir el director Marco Ferreri uns dies abans al final de la previsualització de premsa a Milà. No obstant això, aquest últim va participar en la roda de premsa per presentar la pel·lícula per telèfon, iniciant una acalorada discussió amb un periodista italià.
Quan aquest últim va preguntar a Ferreri per què havia escollit un actor lleuger com Jerry Calà per a una pel·lícula tan complexa, Ferreri va esclatar-lo titllant-lo de cap de cony i va contestar que els còmics són els millors actors dramàtics.
En acabar la projecció, la pel·lícula va tenir una acollida molt positiva per part del jurat i de la crítica present, que va elogiar especialment les interpretacions de Calà i Ferilli. No obstant això, l'opinió del públic va ser menys unànime, que es va dividir en reaccions mixtes entre aplaudiments i esbroncaments.
Després de la seva estrena, la pel·lícula va rebre crítiques diverses i va recaptar 263.000.000 £, molt per sota de les comèdies habituals protagonitzades per Jerry Calà que solien recaptar diversos milers de milions. Els detractors van subratllar especialment la misèria de la història i les ubicacions (una Roma irreconeixible) i la interpretació no del tot convincent dels actors secundaris. Paolo Mereghetti assigna a la pel·lícula tres estrelles i escriu al seu diccionari: «La pel·lícula amb la qual Ferreri torna a grafiar, recuperant-se més en l'amoralitat del personatge de Luigia que en la monòtona de Benito».
La pel·lícula va ser especialment apreciada pels crítics Aldo Grasso i Natalia Aspesi, sempre detractors de les interpretacions de Calà, però aquí van quedar positivament impressionats per la seva interpretació. Fins i tot el crític Claudio Trionfera, a Il Tempo, va elogiar la interpretació del protagonista, titllant-la de divertida i alhora angoixant, definint la pel·lícula "una fotonovel·la capriciosa i inèdita […] que correspon a una disposició molt alegre i simètrica de correspondències narratives, introspeccions sensibles i harmonies poètiques".
El periodista i crític de cinema Valerio Caprara va escriure al diari Il Mattino: «L'última pel·lícula de Marco Ferreri té quelcom esquivant, sense resoldre, porta a terme idees brillants que aguanten una mica i una mica s'enfonsen en l'obvi, una mica "provoquen" i una mica es perden en la rima interna, en el cul-de-sac conceptual. Mentrestant, hom acceptaria l'absoluta pobresa de la maquetació: millor un bloc d'imatges molt motivades d'un cal·lígraf d'ametlla ensucrada d'un autor. Però és precisament el registre el que funciona a trossos, que ara es limita a un murmuri enfadat, força aliè als temes tractats: la confusió entre somni i realitat al cap d'un playboy de suburbi arrugat i la recerca de l'última essència de la humanitat en els hàbitats urbans petrificats d'avui".
Lietta Tornabuoni de La Stampa va descriure l'obra així: «Pel·lícula entre les més belles de Marco Ferreri, visualment molt refinada i innovadora, interpretada per Jerry Calà amb autèntica habilitat, Diario di un vizio, intel·ligent, divertit, commovedor, explica la història d'un home comú contemporani amb un estil d'originalitat rara». Pino Farinotti dona a la pel·lícula dues estrelles comentant: «El guió no era gaire acurat i la pel·lícula necessitava un protagonista més convençut».